# Psicotrònica
La psicotrònica són algunes de les tècniques dispars utilitzades en la parapsicologia per interpretar alguns fenòmens paranormals d'acord amb les teories del bioelectromagnetisme. Es basa en la utilització d'un tipus d'energia que es produeix suposadament per la interacció d'energies psíquiques i atòmiques. Les primeres provinents del psiquisme dels éssers vius i les segones del bioplasma o camp estructurats de les formes. En l'actualitat el terme és usat principalment per grups teosòfics i d'afeccionats a les ciències ocultes i l'esoterisme.

## Història
Els començaments teòrics de la investigació psicotrònica es remunten a la fi del segle xix.
Paral·lelament al que a Europa es va denominar metapsíquica, diversos investigadors txecoslovacs van començar a experimentar amb percepció extrasensorial, psicoquinèsia i altres fenòmens similars.
La paraula «psicotrònica» hauria estat usada per primera vegada amb la seva accepció moderna pel parapsicòleg francès Fernan Clerc en 1955, qui la va definir assimilant-la al fenomen de la telepatia i la telecinèsia, com «lles phénomènes dans lesquels l'énergie est dégagée par le processus de la pensée ou par la pulsion de la volonté humaine» (els fenòmens en què l'energia s'allibera en el procés de pensament o per l'impuls de la voluntat humana).
Entre 1967 i 1968 es va organitzar en Praga un grup de parapsicòlegs que popularitzarien l'ús de la paraula "psicotrònica" com a sinònim de parapsicologia als països de l'Est d'Europa, sota la direcció de Zdnek Rejdak i Jaroslav Stuchlik entre d'altres.
En 1973 es va realitzar a la mateixa ciutat un Congrés de psicotrònica, en el qual es va constituir una societat d'investigació psicotrònica. En aquesta societat la psicotrònica va ser definida com «la ciència que, de manera interdisciplinària, estudia les àrees d'interacció entre els individus i el seu mitjà intern i extern així com els processos energètics relacionats. La psicotrònica considera que la matèria, l'energia i la consciència estan lligades entre elles. L'estudi d'aquesta interconnexió contribueix a una nova comprensió de les capacitats energètiques de l'ésser humà, dels processos vitals així com de la matèria en el seu sentit més ampli».
Un suposat estudi realitzat durant la Guerra Freda per l'exèrcit nord-americà sobre els «factors que poden influenciar la vitalitat i actuació dels artillers», defineix a la psicotrònica com la projecció o transmissió d'energia mitjançant disciplina i control mental individual o col·lectiu, o bé a través d'un dispositiu emissor, una espècie de pertorbador mental. L'informe afegeix que «l'URSS sembla haver fet assoliments significatius en el desenvolupament d'armes psicotròniques que poden afectar seriosament la capacitat combativa».
En els anys vuitanta, després de l'aparició de la pel·lícula The Psychotronic Man i del fanzine Psychotronic Video, el terme va començar a ser utilitzat a Occident també com a sinònim de pel·lícula de sèrie B.
La unitat d'energia considerada és el «psicotró», inspirat en el concepte dual de Louis de Broglie pel que fa a l'electró, el que segons el científic té existència dual: com a ona i com a partícula. Passa a ser un concepte triàdic representatiu de les interaccions de la ment amb el cos i l'energia que aquest produeix. Per la psicotrònica, la ment, la consciència i l'energia estan interlligades i s'interfereixen mútuament.
Aquesta energia teòrica microcòsmica no ha estat definida clarament, però alguns autors vinculats a l'esoterisme han realitzat diverses propostes.
El desenvolupament de la psicotrònica es fonamentaria en el positró com a partícula contrària a l'electró en tenir càrrega positiva. Parells d'electrons i positrons poden ser creats espontàniament per un fotó.